# Paul McCarthy
Paul McCarthy (4 de agosto de 1945) é um artista norte-americano que atualmente trabalha em Los Angeles, na Califórnia.

## Biografia
McCarthy nasceu em Salt Lake City, Utah, em 1945. Ele estudou arte na Weber State University em Ogden, Utah, e mais tarde continuou a estudar na Universidade de Utah até 1969. Ele passou a estudar no San Francisco Art Institute, recebendo um BFA em pintura. Em 1972 estudou cinema, vídeo e arte na Universidade do Sul da Califórnia, recebendo um MFA. De 1982 a 2002, ele ensinou performance, vídeo, instalação e história da arte performática na Universidade da Califórnia. McCarthy atualmente trabalha principalmente com vídeo e escultura.
Originalmente treinado como pintor, o principal interesse de McCarthy reside nas atividades cotidianas. Muitos de seus trabalhos no final dos anos 1960, como Mountain Bowling (1969) e Hold an Apple in Your Armpit (1970), são semelhantes ao trabalho do fundador do Happenings, Allan Kaprow, com quem McCarthy teve um relacionamento profissional.

## Trabalhos

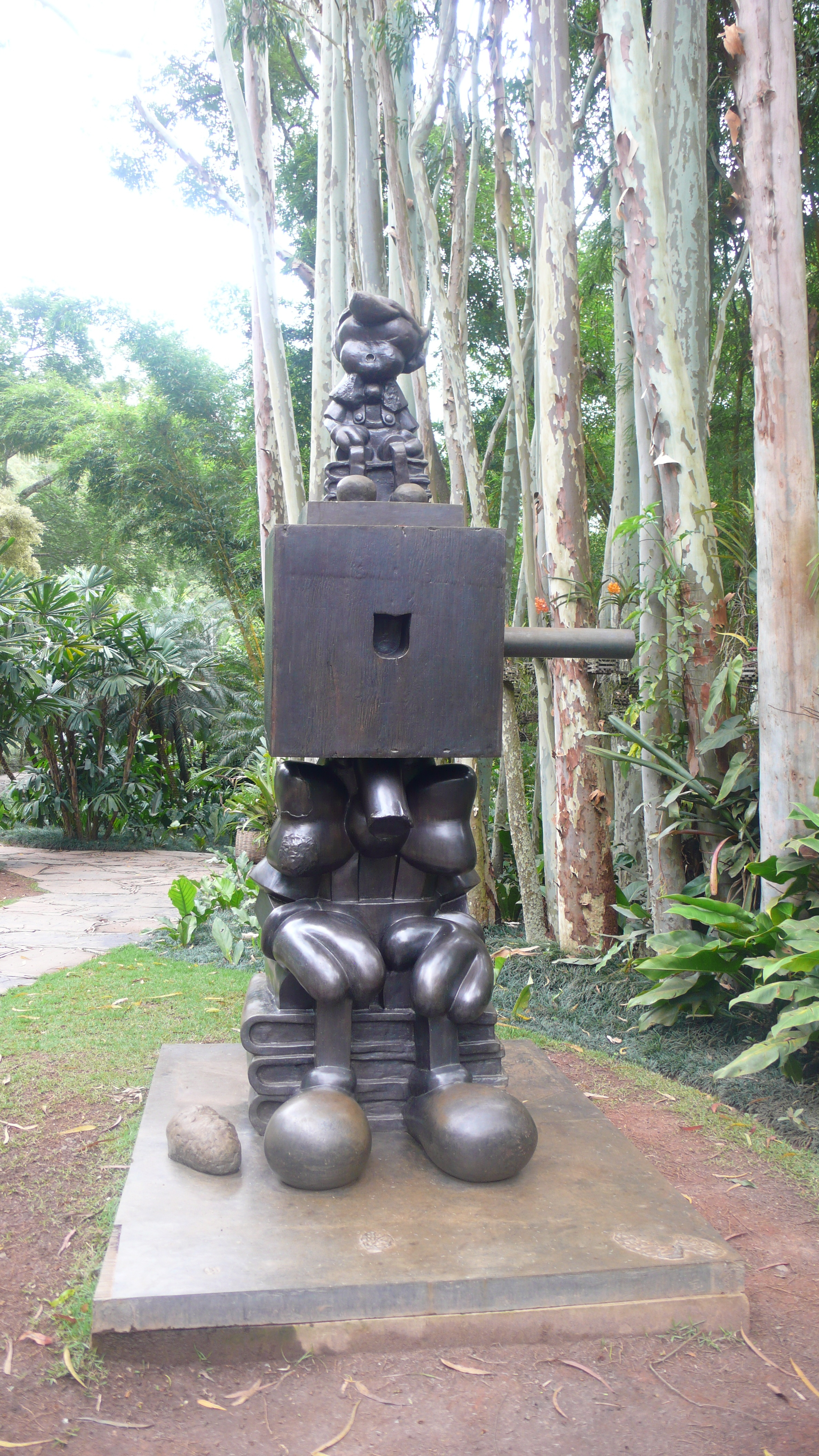
"Cabeça de Caixa" (2001) no Instituto Inhotim, em Brumadinho, Minas Gerais.

As obras de McCarthy incluem performance, escultura, instalação, filme e "pintura como ação". Seus pontos de referência estão enraizados, por um lado, em coisas tipicamente americanas, como Disneylândia, filmes B, novelas e quadrinhos – ele é um analista crítico da mídia de massa e da sociedade americana voltada para o consumo e sua hipocrisia, duplamente padrões e repressão. Por outro lado, é a arte de vanguarda europeia que mais influencia a linguagem da sua forma artística. Essas influências incluem o Movimento da Arte Perdida, Joseph Beuys, Sigmund Freud, Samuel Beckett e o Actionismo Vienense.
| “ | Comecei a fazer videoclipes no início dos anos 1970. Os primeiros giravam em torno da percepção e da ilusão. A câmera estava de cabeça para baixo, ou eu usava espelhos, coisas assim. Mas também comecei a fazer peças que fossem performances no sentido de que eu estaria diante da câmera. Eu trabalharia no estúdio principalmente sozinho com a câmera. Não havia muita coisa na sala. Eu faria algumas coisas e as gravaria. Muitas vezes eram repetitivos e intuitivos. Ma Bell foi uma das primeiras ações que fiz envolvendo líquidos, no caso, óleo de motor. Eu não tinha planejado fazer a peça. Foi espontâneo. Foi a primeira fita onde houve uma persona. | ” |

Embora, segundo sua própria declaração, os acontecimentos dos Acionistas Vienenses fossem conhecidos por ele na década de 1970, ele vê uma clara diferença entre as ações dos vienenses e suas próprias performances:
| “ | Viena não é Los Angeles. Meu trabalho surgiu na televisão infantil de Los Angeles. Não passei pelo catolicismo e pela Segunda Guerra Mundial quando adolescente, não vivi num ambiente europeu. As pessoas fazem referências à arte vienense sem realmente questionar o fato de que existe uma grande diferença entre ketchup e sangue. Nunca imaginei no meu trabalho como xamã. Meu trabalho é mais próximo de ser palhaço do que um xamã. | ” |

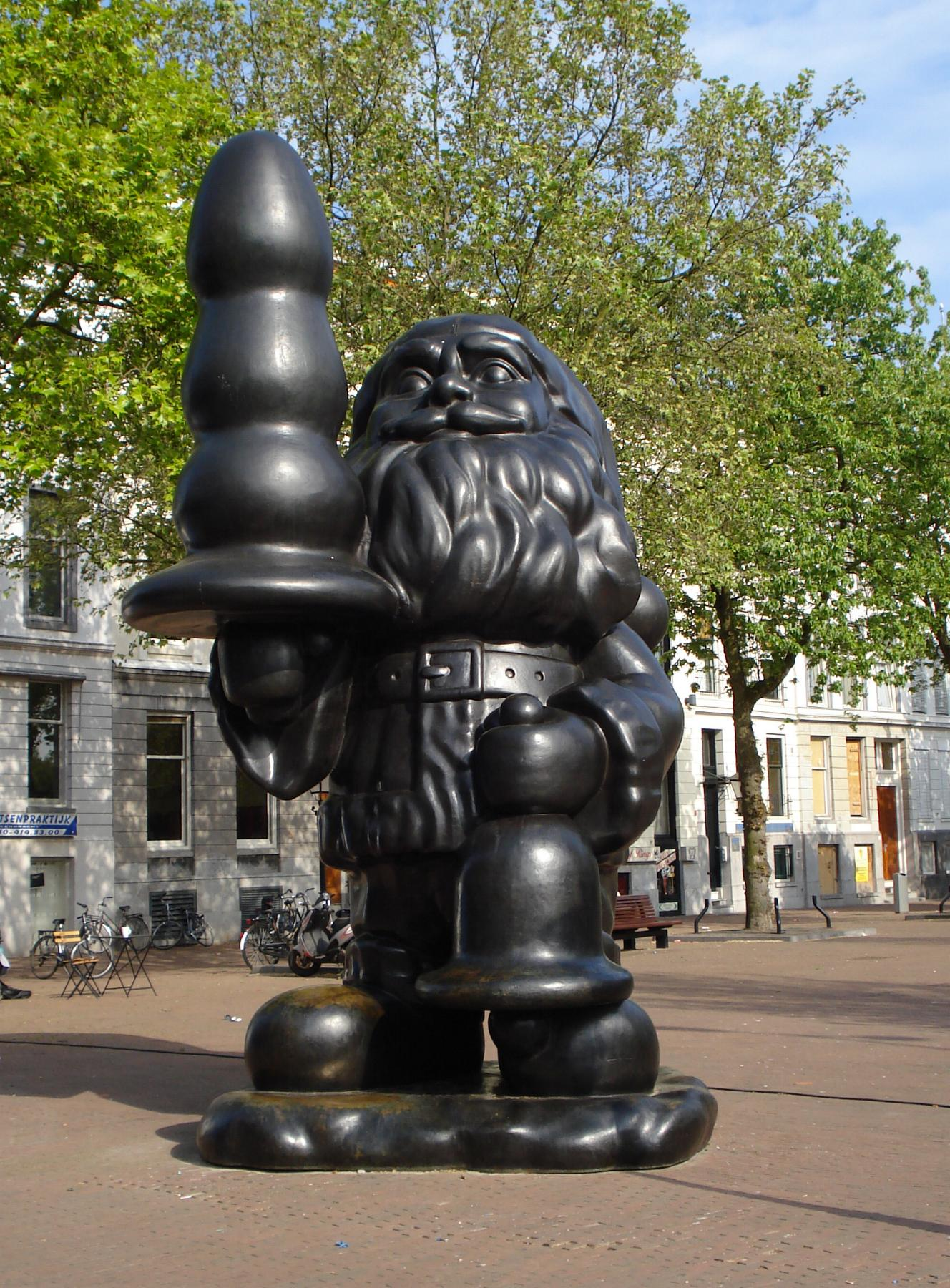
Escultura Papai Noel (2001) próxima a estação de metrô Eendrachtsplein de Roterdão, Países Baixos.

Em seus primeiros trabalhos, McCarthy procurou quebrar as limitações da pintura usando o corpo como pincel ou mesmo tela; mais tarde, ele incorporou fluidos corporais ou alimentos como substitutos em suas obras. Em um vídeo de 1974, Sauce, ele pintou a cabeça e o rosto, “manchando o corpo com tinta e depois com ketchup, maionese ou carne crua e, em um caso, fezes”. Isto assemelhava-se claramente ao trabalho do activista vienense Günter Brus. Da mesma forma, o seu trabalho evoluiu da pintura para a arte performática transgressora, eventos psicossexuais destinados a ir contra as convenções sociais, testando os limites emocionais do artista e do espectador.
Os trabalhos de McCarthy na década de 1990, como Bossy Burger (1991) e Painter (1995), muitas vezes procuram minar a ideia do "mito da grandeza artística" e atacam a percepção do heróico artista masculino.
A fascinação de McCarthy pelo romance Heidi de Johanna Spyri levou ao seu vídeo e instalação de 1992 Heidi e Negative Media-Engram Abreaction Release Zone, no qual ele colaborou com Mike Kelley.
Piratas do Caribe (2001–2005), alude à franquia de filmes de Johnny Depp e à atração da Disneylândia.